# 구글 행아웃
구글 행아웃(Google Hangouts)은 메시징, 화상 통화, SMS, VOIP 기능들을 포함하는, 구글이 개발한 통신 플랫폼의 하나이다. 구글 토크, 구글+ 메신저(과거 이름: 허들/Huddle), 또 구글+ 내에 존재하는 화상 대화 시스템인 행아웃(Hangouts)을 포함, 서비스 내에 동시에 구글이 구현해놓은 3개의 메시징 제품들을 대체한다. 구글은 행아웃이 자사의 기술 제품 구글 보이스의 미래로 설계되어 있다고 언급했으며 구글 보이스의 기능들 중 일부를 행아웃으로 통합하였다. 사용자들은 자신들의 구글+ 계정으로 메시지를 받을 수 있다.
2017년, 구글은 2개의 분리된 기업형 소통 제품 개발을 시작했다: 구글 워크스페이스 오피스 스위트의 일부로서 구글 미트, 구글 챗. 구글은 행아웃의 워크스페이스 사용자들을 2020년 6월 미트와 챗으로 전환하기 시작했다. 최종적으로 지메일 사용자들은 행아웃에서 밋과 챗으로 2021년 중에 전환되었으며 행아웃 서비스는 중단되었다.

## 역사
행아웃이 시작되기 이전에 구글은 서로 비슷하지만 기술적으로 별개인 여러 메시징 서비스들과 플랫폼들을 제품들 간에 유지 보수를 해 왔다. 여기에는 엔터프라이즈 지향 구글 토크(XMPP 기반), 구글+ 메신저, 또 채팅, 음성, 화상회의 기능을 제공한 구글+의 행아웃 기능이 포함되었다. 그러나 편파된 비통합 메시징 제품들의 수가 증가하면서 페이스북 메신저, 아이메시지, 왓츠앱과 같은 서비스들과의 경쟁 또한 심화되었다. 기존의 구글 토크 시스템을 폐기하고 여러 개발팀과 협업하여 새로운 메시징 제품을 코딩하기로 결정하였다.
새로운 서비스 이름이 "바벨"(Babel)이 될 것이라는 보고가 잇따랐다가 이 서비스는 2013년 5월 15일 구글 I/O 중에 행아웃(Hangouts)으로 공식 런칭하였다.
2015년 2월 16일, 구글은 구글 토크를 중단하고 사용자들에게 크롬 브라우저 플랫폼 상에서 행아웃 앱으로 이관하도록 지시하였다고 발표하였다.
2016년 1월 1일, 구글은 SMS를 위해 행아웃을 사용하지 말고 대신 구글의 "메신저" SMS 앱을 사용할 것을 권고하였다.

## 중단
2022년 11월 1일에 행아웃이 구글쪽에서 중단됐으며 지메일 채트와 결합되었다.

## 같이 보기
- 구글 토크